# Canon de bataillon Type 92
Pour les articles homonymes, voir Type 92.
Le  Canon de Bataillon Type 92 (九二式歩兵砲, Kyūni-shiki Hoheihō)  est un obusier léger utilisé par l'Armée Impériale Japonaise durant la Seconde guerre sino-japonaise et la Seconde Guerre mondiale. La dénomination Type 92  indique que cette pièce d'artillerie a été acceptée en l'an 2592 du calendrier impériale japonais, soit 1932 dans le calendrier grégorien. Chaque bataillon d'infanterie était doté de deux Type 92, qui fut désigné pour cette raison "'Artillerie de bataillon'" (大隊砲, Daitaihō).

## Histoire et  développement
Le canon de bataillon Type 92 fut conçu pour résoudre les difficultés opérationnelles rencontrées par l'infanterie japonaise avec le canon d'infanterie Type 11 37 mm et le mortier d'infanterie Type 11 70 mm. Ces deux pièces d'artillerie manquaient de puissance de feu et de portée utile, et obligeaient chaque division d'infanterie à emporter deux types différents de munitions.
Ainsi le Bureau Technique de l'Armée Japonaise développa-t-il un prototype de pièce d'artillerie pouvant soutenir et suivre l'infanterie durant tous types de manœuvre : possibilité de tir tendu pour la destruction de cibles fortifiées ou légèrement blindées et possibilité de fournir un appuie feu en tir parabolique. Le calibre de l'arme fut monté à 70 mm pour répondre aux exigences de puissance. Ce canon fut adopté en 1932 dans les divisions de l'Armée Impériale Japonaise.

## Conception
D'une apparence un peu inhabituelle, le Type 92 possédait un tube court posé sur un affut biflèche à roues.  Le pointage vertical se faisait grâce à une manivelle. La culasse basculante possédait un filetage interrompu. Léger et maniable, le Type 92 était conçu pour être tracté par un seul cheval, même si en opération leur nombre s'élevait à trois. Les roues étaient en bois mais furent changées contre des roues en acier après des plaintes des artilleurs au sujet des grincements, qui rendaient la pièce facilement repérable.

## Munitions
Le Type 92 pouvait tirer  des obus semi-encartouchés explosif, anti-blindage ou fumigène de 70 mm, de 3,795 kg en moyenne : l'obus était  constitué de 2 parties, l'ogive et la charge propulsive, qui étaient  transportées séparément et rassemblées au moment du chargement. Cela permettait aux artilleurs d'ajuster la charge de poudre en fonction des besoins de portée  du moment.

## Engagements
Le Type 92 fut utilisé pour la première fois de manière intensive durant l'invasion de la Manchourie, notamment durant la bataille de Nomonhan, puis lors de la seconde guerre sino-japonaise. Durant la Guerre du Pacifique, il fut utilisé avec succès contre les forces alliées.

## Médias

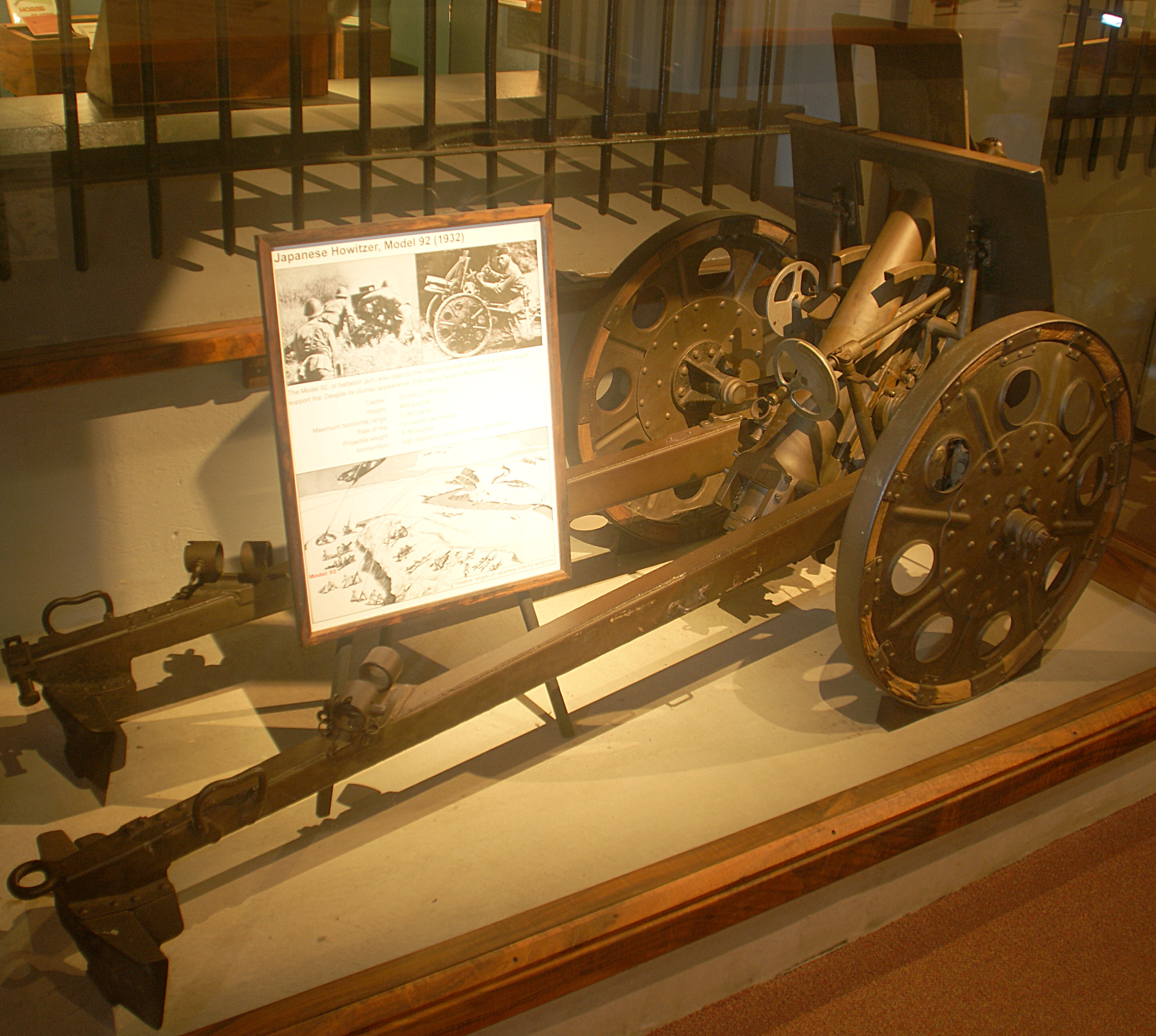
Type 92 exposé au Battery Randolf Museum de  Hawaii
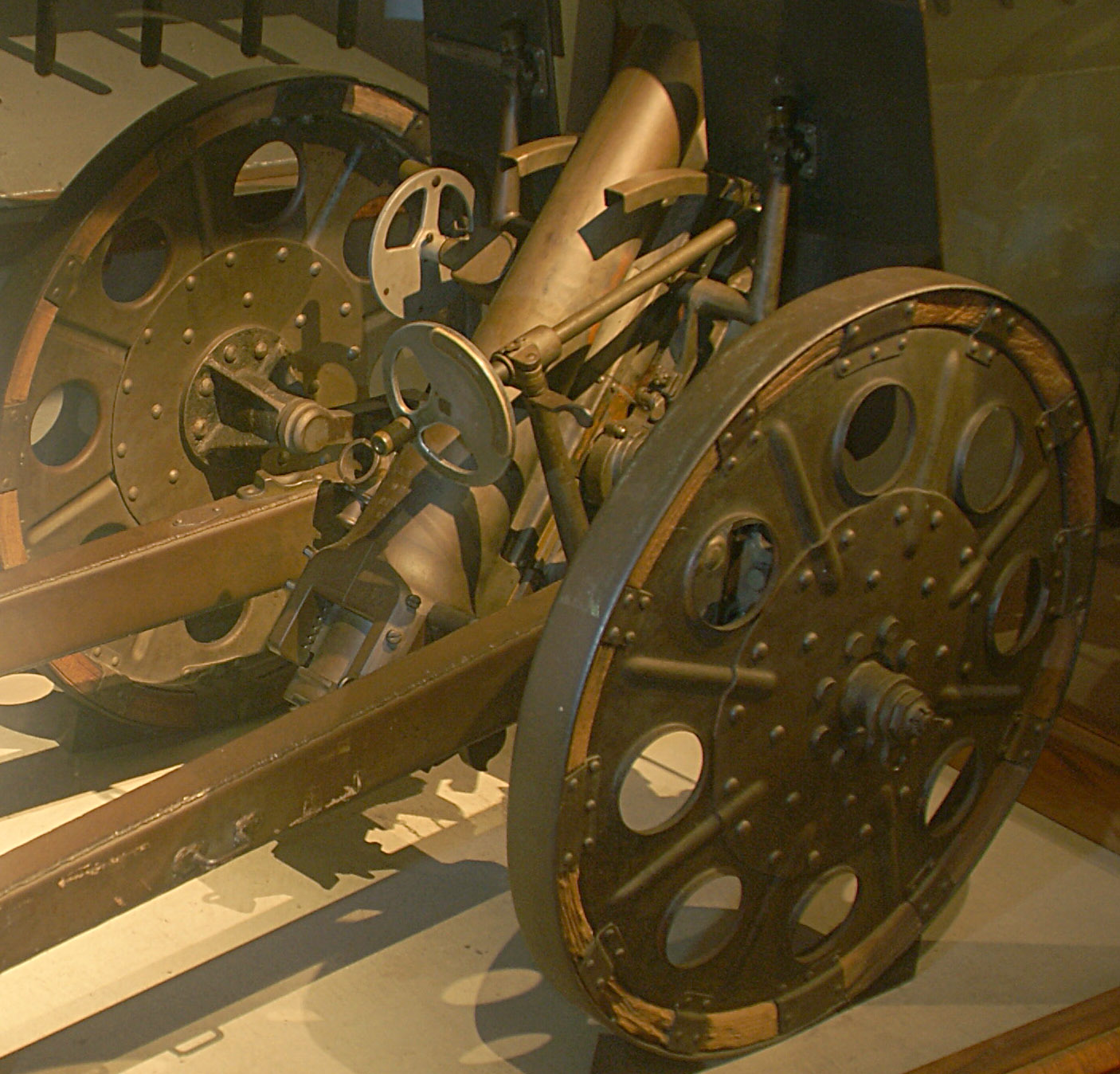
Détail des commandes de tir
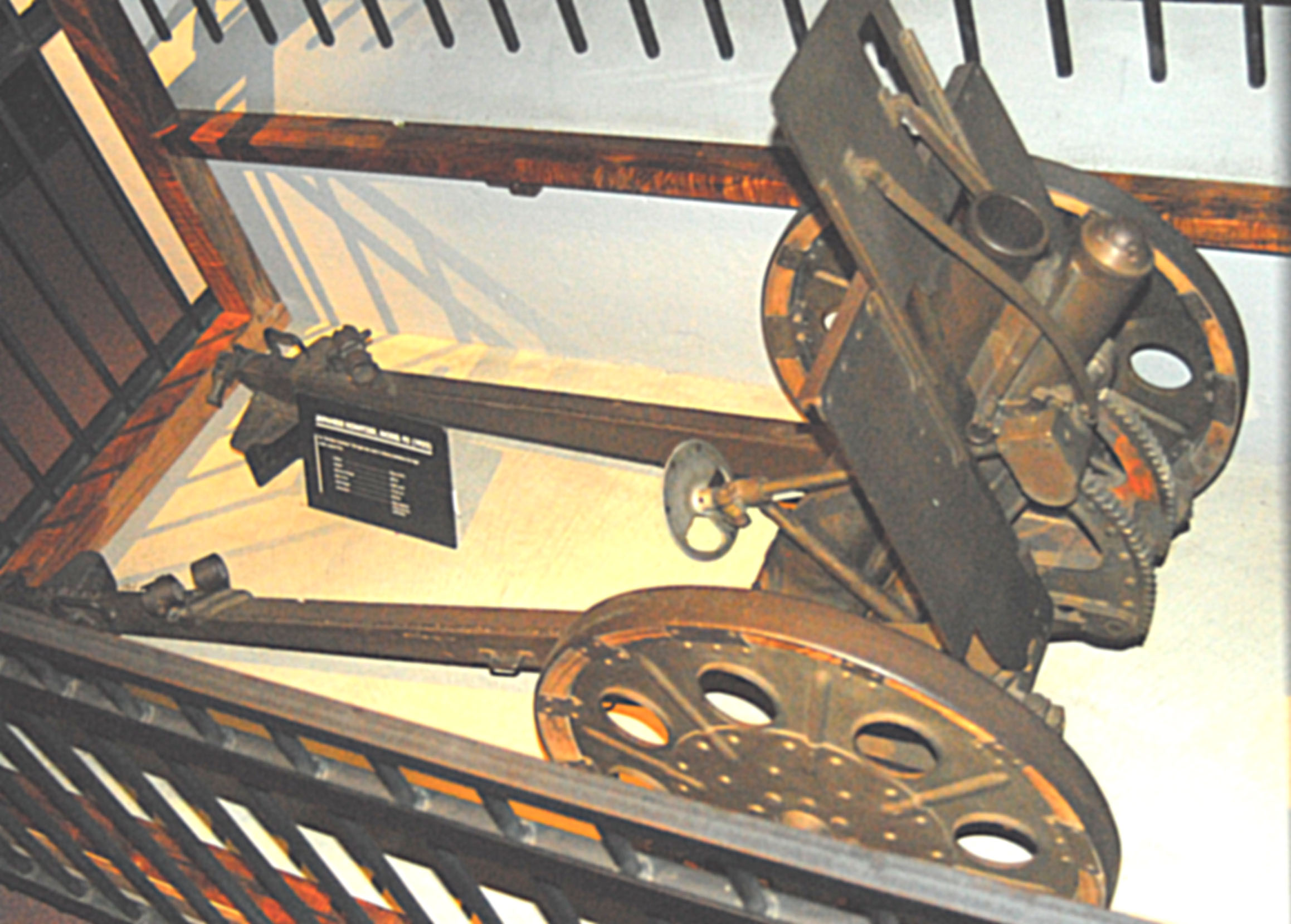
Vue de profil du Type 92
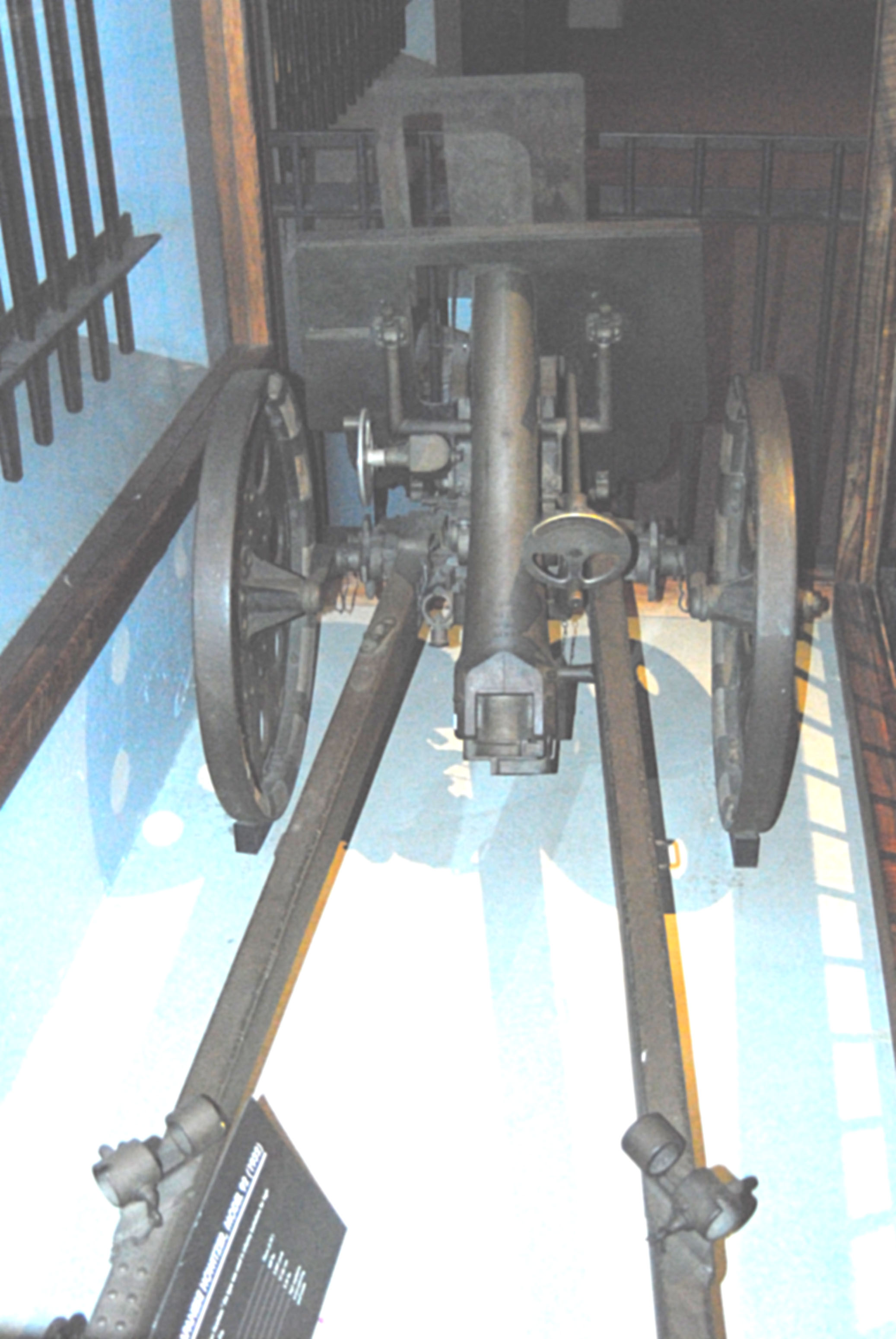
Vue Arrière
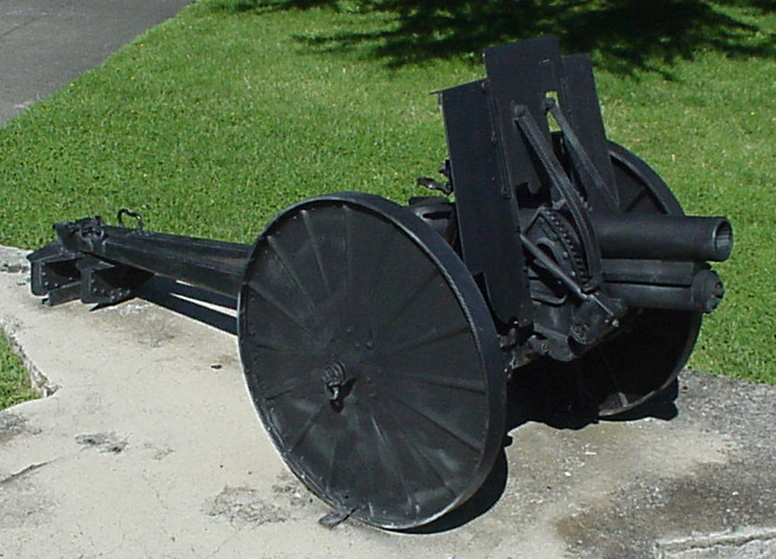
Type 92 no 399 exposé à Lakeport (Californie)
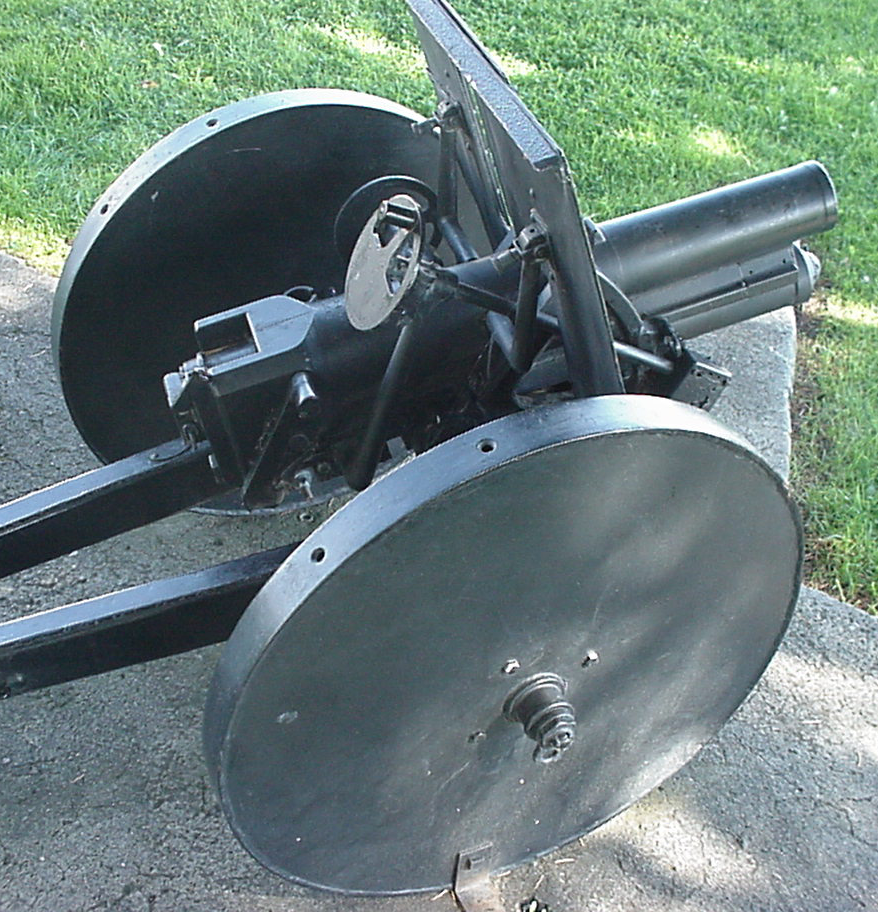
Type 92 n° 30300 exposé à Lakeport (Californie)
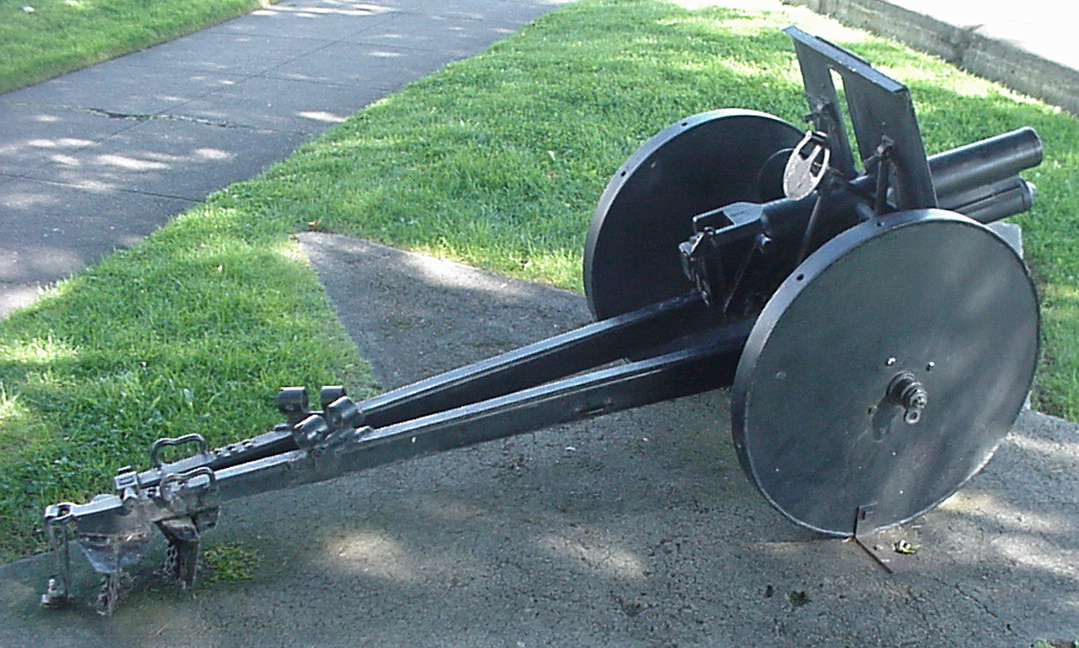
Type 92 n° 30300
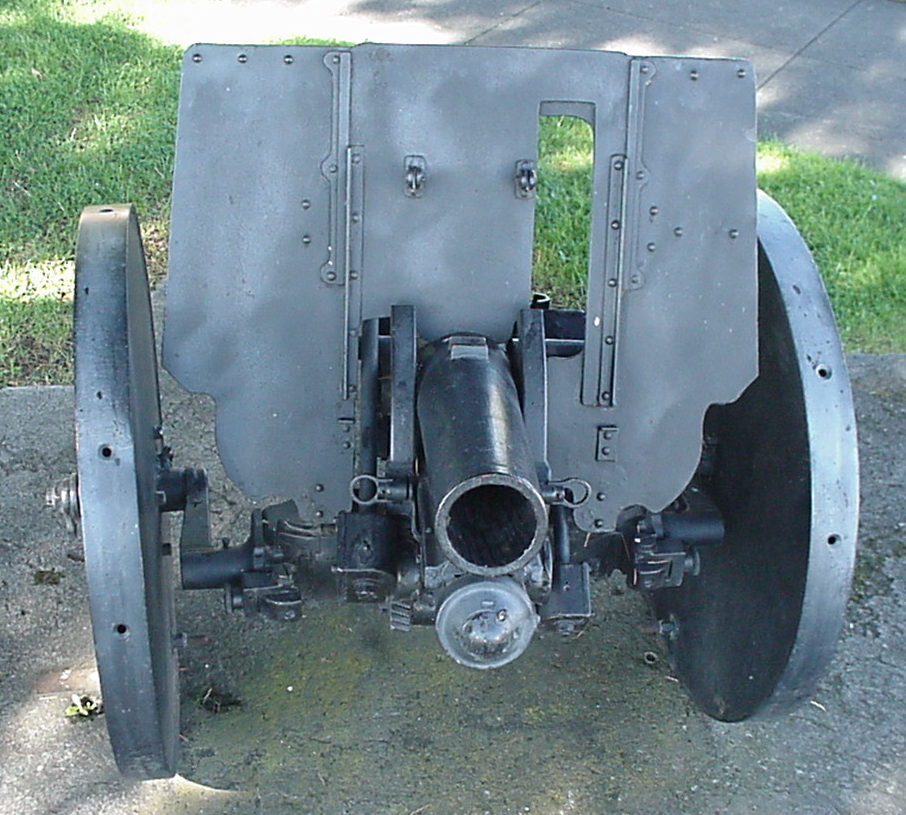
Vue de face du Type 92
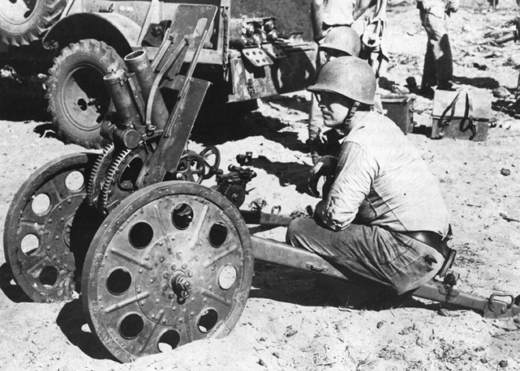
Canon Type 92 capturé par les U.S. Marines lors de la bataille de Guadalcanal (1942)
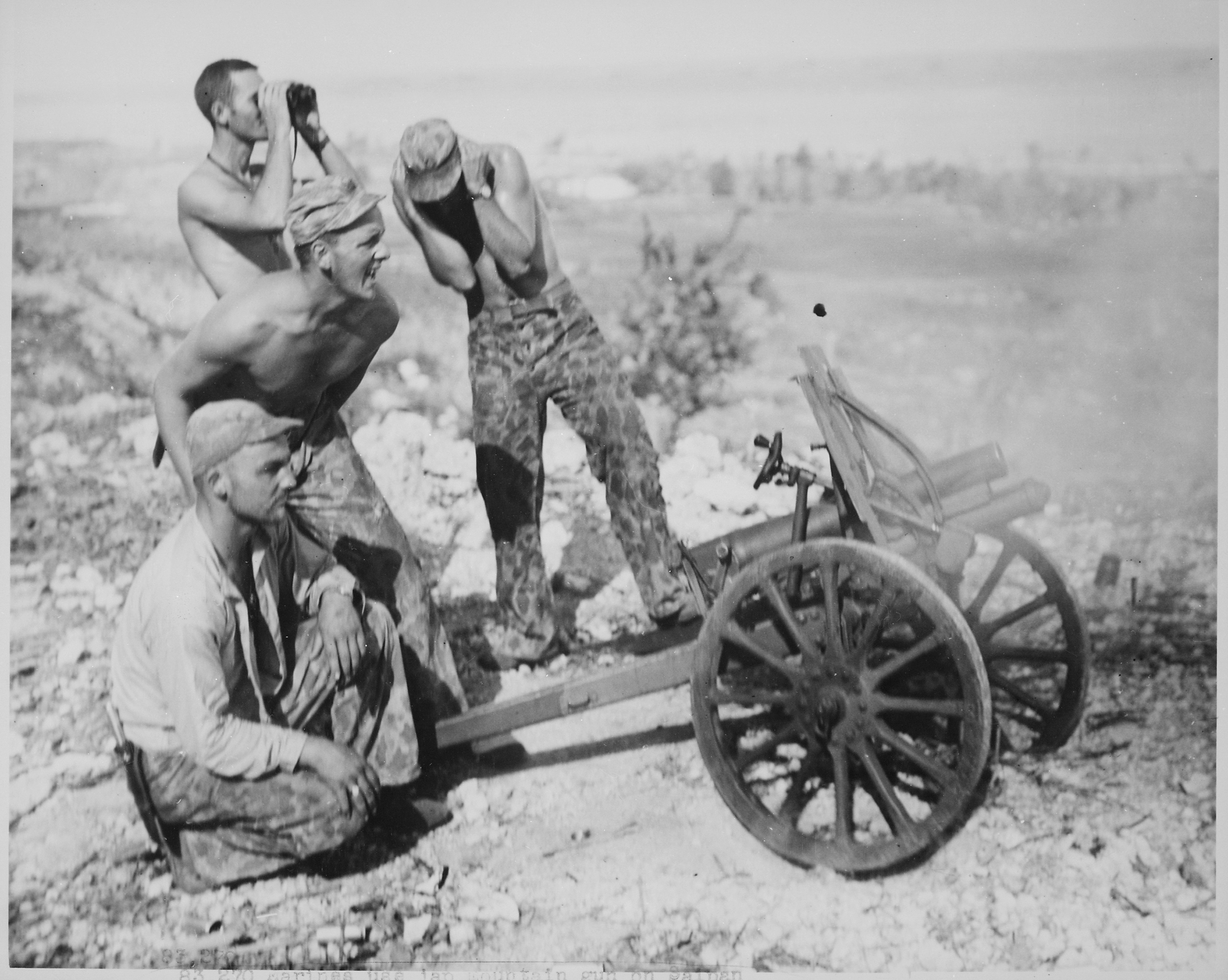
Type 92 capturé à Saipan et utilisé par les US Marines lors de la bataille pour Garapan (Centre administratif de l'ile)